# Bandera de les Illes Turks i Caicos

Bandera de la Marina mercant. Ratio: 1:2

La bandera de les Illes Turks i Caicos, un territori britànic d'ultramar, va ser adoptada el 7 de novembre de 1968. El Llibre de Banderes de l'Almirallat de 1889 va introduir un ombrejat en la pila de sal a la mà dreta, interpretat erròniament com una cabana o com un iglú.
Aquesta bandera és una bandera blava britànica, en la qual figura la bandera del Regne Unit "Union Jack" en el cantó i incorpora l'escut de les illes en la part més allunyada del masteler. A l'escut apareixen representats la petxina d'un cargol de mar, una llagosta i un cactus.
El pavelló blau és la bandera utilitzada amb més freqüència per les dependències britàniques i algunes institucions britàniques de caràcter governamental. Alguns països que són antigues colònies del Regne Unit, com Austràlia o Nova Zelanda, utilitzen el disseny de l'ensenya blava en les seves banderes nacionals.
La versió del pavelló vermell és hissada en els vaixells de la marina mercant.